# Villotran
Villotran är en kommun i departementet Oise i regionen Hauts-de-France i norra Frankrike. Kommunen ligger i kantonen Auneuil som tillhör arrondissementet Beauvais. År 2018 hade Villotran 273 invånare.

## Befolkningsutveckling
Antalet invånare i kommunen Villotran
| Referens: INSEE |